# Ulkusaari (ö i Lappland, Östra Lappland, lat 66,17, long 27,67)
Ulkusaari är en ö i Finland. Den ligger i sjön Koppelojärvi och i kommunen Posio i den ekonomiska regionen  Östra Lapplands ekonomiska region  och landskapet Lappland, i den norra delen av landet, 700 km norr om huvudstaden Helsingfors. Öns area är 0,2 hektar och dess största längd är 50 meter i nord-sydlig riktning.